# Esercizio provvisorio
L'esercizio provvisorio è una modalità di spesa pubblica in Italia che fa riferimento, quanto all'ammontare, al dato storico dei precedenti esercizi finanziari.
Scatta in assenza di approvazione del documento autorizzatorio delle spese per l'anno successivo che, negli enti pubblici, è il bilancio di previsione. 

## Evoluzione storica
In base al regio decreto-legge 9 dicembre 1926, n. 2389, convertito nella legge 15 marzo 1928, n. 833, il neoeletto Capo Provvisorio dello Stato Enrico De Nicola emanò il Decreto Legislativo 30 giugno 1947, n. 542, che autorizzava il Governo ad "esercitare provvisoriamente" le proprie prerogative e poteri fino al 30 settembre 1947, data prevista di approvazione tramite provvedimento legislativo dei bilanci previsionali delle Pubbliche amministrazioni per l'anno successivo.
Il decreto-regio n. 2389/1926 attribuiva all'Amministrazione l'onere di "disporre il tempestivo intervento nei casi di immediata urgenza per motivo di pubblico interesse".
Per quanto riguarda il bilancio dell'anno 1947-1948, il termine fu prorogato al 31 dicembre 1947, superando complessivamente i quattro mesi previsti a norma dell'art. 81 della Costituzione repubblicana, che fu promulgata dal Capo Provvisorio dello Stato il 27 dicembre, ed entrò in vigore soltanto dal primo gennaio dell'anno seguente.
L'esercizio provvisorio fu esercitato per 33 volte, negli anni compresi dal 1948 al 2018.

## Generalità
La gestione provvisoria dell'ente locale italiano produce il medesimo effetto dell'esercizio provvisorio: "per quanto pagamenti, l’articolo 163, comma 1 del Tuel stabilisce che essi debbano essere effettuati entro i limiti determinati dalla somma dei residui al 31 dicembre dell’anno precedente e degli stanziamenti di competenza al netto del fondo pluriennale vincolato". Essa scatta automaticamente se il bilancio di previsione non è approvato dal Consiglio entro il 31 dicembre dell'anno precedente, in difetto di altre decisioni finanziarie. Nel corso della gestione provvisoria l'ente può assumere solo obbligazioni derivanti da provvedimenti giurisdizionali esecutivi, quelle tassativamente regolate dalla legge e quelle necessarie ad evitare che siano arrecati danni patrimoniali certi e gravi all'ente. Nel corso della gestione provvisoria l'ente può disporre pagamenti solo per l'assolvimento delle obbligazioni già assunte, delle obbligazioni derivanti da provvedimenti giurisdizionali esecutivi e di obblighi speciali tassativamente regolati dalla legge, per le spese di personale, di residui passivi, di rate di mutuo, di canoni, imposte e tasse, ed, in particolare, per le sole operazioni necessarie ad evitare che siano arrecati danni patrimoniali certi e gravi all'ente.

## Casi particolari di autorizzazione con riserva
Ai sensi dell'articolo 81 della Costituzione italiana, il Parlamento, qualora non sia riuscito ad approvare il bilancio preventivo prima dell'inizio dell'anno finanziario, autorizza il Governo ad applicare il progetto di bilancio non ancora approvato, cioè a riscuotere le entrate e a pagare le spese secondo il progetto. Tale autorizzazione può durare al massimo quattro mesi (quindi massimo fino al 30 aprile).
Normalmente l'autorizzazione prevede che le spese possano essere effettuate, per ciascun capitolo, nella misura di tanti dodicesimi quanti sono i mesi dell'esercizio provvisorio (1/12 se è un mese, 2/12 se è due mesi ecc.); solo alle spese obbligatorie non si applica questo limite.
Nel decreto legislativo 23 giugno 2011, n. 118, e successive modificazioni, recante disposizioni in materia di armonizzazione dei sistemi contabili e degli schemi di bilancio delle regioni, degli enti locali e dei loro organismi, si precisa, per le regioni, che l'esercizio provvisorio del bilancio non può essere concesso se non per legge e per periodi non superiori complessivamente a quattro mesi, nei modi, nei termini e con gli effetti previsti dagli statuti e dall'ordinamento contabile dell'ente; nel corso dell'esercizio provvisorio non è consentito il ricorso all'indebitamento.